# Marvel Spotlight
Marvel Spotlight es el nombre de varias series de comic book publicadas por Marvel Comics como un medio de probar nuevos personajes. La primera serie duró 33 números desde noviembre de 1971 a abril de 1977; la segunda, 11 desde julio de 1979 a marzo de 1981.
Muchos personajes de Marvel Comics que posteriormente obtuvieron su propia cabecera aparecieron por primera vez en la primera serie de Marvel Spotlight, incluyendo Ghost Rider, Spider-Woman, Werewolf by Night, y el Hijo de Satán.
En diciembre de 2005, la cabecera de Marvel Spotlight fue usada para series de revistas tamaño comic book, presentando habitualmente perfiles y entrevistas con creadores de Marvel (un guionista y un dibujante en cada número), o expondiendo proyectos especial de Marvel como The Dark Tower de Stephen King.
En julio de 2009, Marvel Spotlight retornó como una serie.

## Trayectoria editorial

### Volumen 1 (noviembre de 1971 - abril de 1977)
| Número | Presentando                                 |
| #1     | Red Wolf (pasó a su propio título)          |
| #2–4   | Werewolf by Night (pasó a su propio título) |
| #5–11  | Ghost Rider (pasó a su propio título)       |
| #12–24 | Son of Satan (pasó a su propio título)      |
| #25    | Sinbad                                      |
| #26    | Scarecrow                                   |
| #27    | Sub-Mariner                                 |
| #28–29 | Moon Knight (pasó a su propio título)       |
| #30    | Tres Guerreros                              |
| #31    | Nick Fury: Agent of S.H.I.E.L.D.            |
| #32    | Spider-Woman (pasó a su propio título)      |
| #33    | Deathlok, Devil-Slayer                      |

### Volumen 2 (julio de 1979 - marzo de 1981)
| Número | Presentando        |
| 1-4    | Captain Marvel     |
| 5      | Dragon Lord        |
| 6-7    | Star-Lord (origen) |
| 8      | Captain Marvel     |
| 9-11   | Captain Universe   |

## Reimpresiones en Estados Unidos
- Essential Werewolf by Night Vol 1 (incluye Marvel Spotlight #2-4)
- Essential Ghost Rider Vol. 1 (incluye Marvel Spotlight #5-12)
- Essential Marvel Horror Vol. 1 (incluye Marvel Spotlight #12-24)
- Essential Marvel Horror Vol. 2 (incluye Marvel Spotlight #26)
- Essential Moon Knight Vol. 1 (incluye Marvel Spotlight #28-29)
- Siege Prelude (incluye Marvel Spotlight #30)
- Essential Spider-Woman Vol. 1 (incluye Marvel Spotlight #32)
- Masterworks: Deathlok Vol. 1 (incluye Marvel Spotlight #33)

- Datos: Q6778190